# 10. poprawka do Konstytucji Stanów Zjednoczonych

Rękopis Karty Praw Stanów Zjednoczonych Ameryki

10. poprawka do Konstytucji Stanów Zjednoczonych – uchwalona w ramach Karty Praw Stanów Zjednoczonych Ameryki (pierwsze dziesięć poprawek do Konstytucji Stanów Zjednoczonych), weszła w życie 15 grudnia 1791 roku.

## Treść
Treść oryginalna:

Amendment X

The powers not delegated to the United States by the Constitution, nor prohibited by it to the States, are reserved to the States respectively, or to the people.

co można przetłumaczyć jako:

Poprawka X

Uprawnienia, których konstytucja nie powierzyła Stanom Zjednoczonym ani nie wyłączyła z właściwości poszczególnych stanów, przysługują nadal poszczególnym stanom bądź ludowi.